# Comité International de Dachau
Il Comité International de Dachau (CID) è l'organizzazione degli ex prigionieri del campo di concentramento di Dachau.

## Fondazione nel 1945
Il campo di Dachau fu liberato domenica 29 aprile 1945. In collaborazione con gli statunitensi, il Comitato Internazionale dei Prigionieri iniziò a lavorare nel campo lo stesso giorno. Era composto dalle seguenti persone:
- Per la Gran Bretagna: Patrick O'Leary (ovvero Albert Guérisse), eletto presidente
- Per l'Unione Sovietica: Nikolai Michailov, eletto vicepresidente
- Per il Belgio: Arthur Haulot, eletto vicepresidente
- Leon Malszewski, eletto segretario
- Per la Cecoslovacchia: František Bláha, responsabile per la sanità
- Per la Jugoslavia: Oskar Juranic, responsabile delle questioni disciplinari
- Per la Germania: Oskar Müller
- Per la Grecia: Jokarinis
- Per la Francia: Edmond Michelet
- Per l'Olanda: Willem Boellaard
- Per l'Italia: Giovanni Melodia
- Per il Lussemburgo: Jim Gonnor
- Per la Norvegia: Rasmus Becker
- Per l'Austria: Alfons Kothbauer (o Kotbauer)
- Per la Polonia: Josef Kokoszka
- Per la Spagna: Vincenz Parra
- Per l'Ungheria: György Pallavicini
- Per i gruppi etnici balcanici: Ali Kuci.

L'autorità esecutiva rimase all'anziano del campo Oskar Müller e all'impiegato del campo Jan Domalaga. Jan Marcinkowski fu incaricato di occuparsi delle questioni nutrizionali.

### Attività
Le attività andavano dal proseguimento delle operazioni organizzative all'eliminazione del sovraffollamento nei blocchi degli alloggi, al trasferimento parziale dei prigionieri in altre località e alla creazione di condizioni igieniche adeguate. La fornitura di cibo e medicinali era assicurata dagli statunitensi. Il compito più difficile fu quello di far fronte all'alto tasso di mortalità e di contenere le malattie. I medici dei prigionieri e il personale delle truppe americane vaccinarono tutti i detenuti contro il tifo, isolarono alcuni blocchi e assicurarono migliori condizioni igieniche.

## La rete internazionale
Molti degli ex prigionieri si riunirono regolarmente fin dal 1945 e si batterono, tra l'altro, per l'istituzione di un memoriale permanente. Dopo il 1948, per decenni sul sito del campo rimase allestito un campo di baracche per rifugiati e sfollati. Alcuni abitanti, in particolare socialdemocratici dei Sudeti, in precedenza erano stati prigionieri del campo di concentramento di Dachau.
Molti ex prigionieri di Dachau si incontrarono in occasione dell'inaugurazione di un museo a Buchenwald nell'aprile 1954. A dicembre 1954 a Vienna si svolse il congresso della "Fédération internationale des Résistants", che tenne il congresso successivo nel 1955, il 10º anniversario della liberazione, a Dachau.
Il CID fu poi gestito dal figlio del fondatore Dietz de Loos fino al 2015. Continua a svolgere un ruolo attivo nella Fondazione per la memoria bavarese (Stiftung Bayerische Gedenkstätten), istituita nel 2003, che si occupa anche del Memoriale del campo di concentramento di Dachau, fondato nel 1964 dopo molte discussioni e notevoli resistenze. Ruth Jakusch, che lavorava a tempo pieno per il CID dall'aprile 1963, allestì la mostra basandosi sui principi del CID insieme a un gruppo di lavoro di ex prigionieri e consulenti specializzati e diventò la prima direttrice del Memoriale del campo di concentramento di Dachau. Nel 2007 la richiesta di Pieter Dietz de Loos di far pagare il biglietto d'ingresso, il cui ricavato sarebbe andato anche a beneficio del lavoro del CID, incontrò un ampio rifiuto.

## Libretti di Dachau
Dal 1985 al 2009 sono stati pubblicati i Libretti di Dachau, Studi e documenti sulla storia dei campi di concentramento nazionalsocialisti. Il contenuto degli opuscoli si riferisce a tutti i campi di concentramento, non solo a quello di Dachau.
- Opuscolo 1, 1985: La liberazione
- Opuscolo 2, 1986: Il lavoro in schiavitù nel campo di concentramento
- Fascicolo 3, 1987: Le donne - persecuzione e resistenza
- Numero 4, 1988: La medicina nello Stato NS
- Numero 5, 1989: I campi dimenticati
- Numero 6, 1990: Ricordare o nascondere
- Numero 7, 1991: Solidarietà e resistenza
- Numero 8, 1992: Sopravvivenza ed effetti tardivi
- Numero 9, 1993: La persecuzione dei bambini e dei giovani
- Numero 10, 1994: Carnefici e vittime
- Numero 11, 1995: Luoghi della memoria 1945-1995.
- Numero 12, 1996: Campi di concentramento - ambiente di vita e dintorni
- Numero 13, 1997: Tribunale e giustizia
- Numero 14, 1998: La persecuzione come destino di gruppo
- Numero 15, 1999: Sottocampi - Storia e memoria
- Numero 16, 2000: Il lavoro forzato
- Numero 17, 2001: Il pubblico e i campi di concentramento - Cosa sapeva la popolazione?
- Numero 18, 2002: Terrore e arte
- Numero 19, 2003: Tra liberazione e repressione
- Numero 20, 2004: La fine dei campi di concentramento
- Numero 21, 2005: La società dei prigionieri
- Numero 22, 2006: Realtà - Metafora - Simbolo
- Numero 23, 2007: Le nazionalità nel campo di concentramento
- Numero 24, 2008: Campo di concentramento e posterità
- Numero 25, 2009: Il futuro della memoria

La serie è stata interrotta nel 2009 con il numero 25. Tuttavia, la casa editrice "Dachauer Hefte" continua a pubblicare altri opuscoli.
- Numero di serie internazionale standard: ISSN 0257-9472 (WC · ACNP)